# المسيحية في لا ريونيون

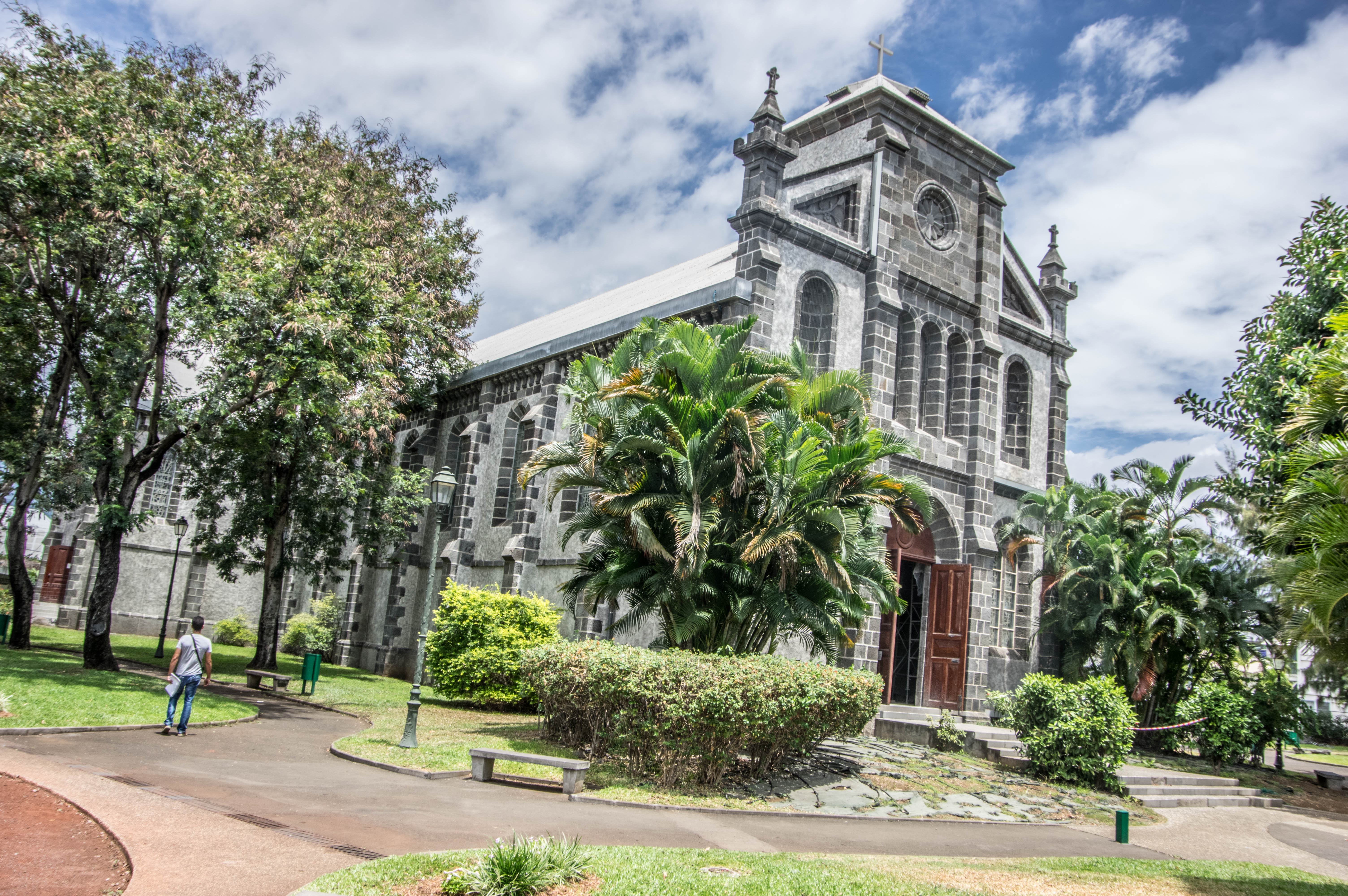
كنيسة جان دارك الكاثوليكيَّة في بلدة لو بور.

تُشكل المسيحية في لا ريونيون أكثر الديانات إنتشاراً بين السكان، يعتنق أغلب سكان لا ريونيون المسيحيَّة دينًا (84.9%) على المذهب الروماني الكاثوليكي، ويتبعون إدارياً ورعوياً أبرشيَّة سان دوني دي لا ريونيون والتي تأسست في عام 1712 كولاية رسوليَّة ولتصبح في عام 1850 في مقام أبرشيَّة. ويقع مقر الأبرشيَّة في كاتدرائية سان دوني في العاصمة سان دوني والتي بنيت في عام 1829. هناك حضور بروتستانتي إنجيلي في البلاد. جزيرة لا ريونيون هي جزيرة فرنسية يبلغ عدد سكانها حوالي 800,000 نسمة تقع في المحيط الهندي، شرق مدغشقر، على بعد حوالي 200 كم (120 ميلاً) من موريشيوس أقرب جزيرة لها.

## تاريخ

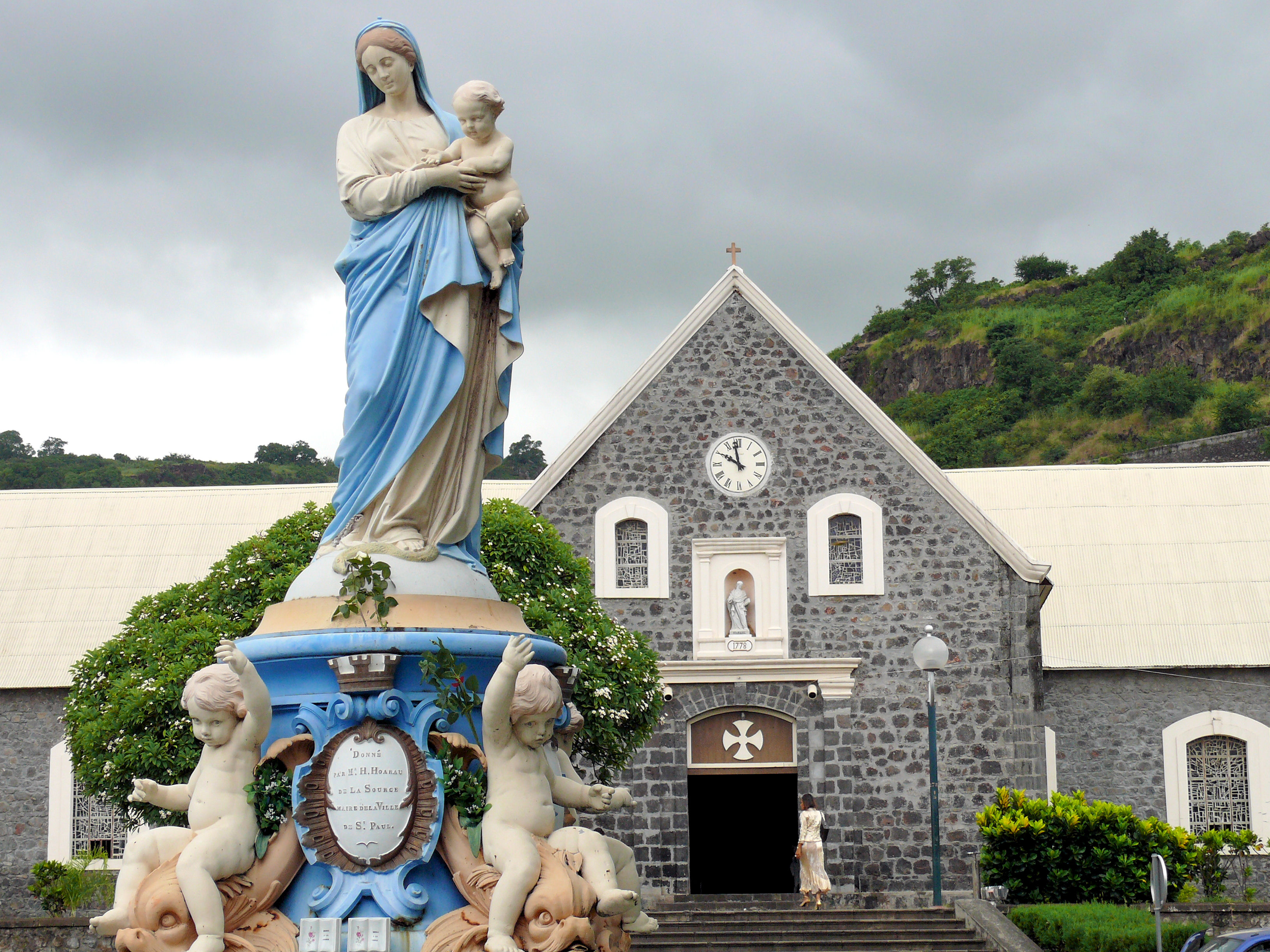
كنيسة القديس بولس الكاثوليكيَّة في سن بول ريونيون.

تشمل الجماعات العرقية الموجودة في الجزيرة الأشخاص من أصول هندية وأفريقية وأوروبية ومالاجاشية وصينية، وجميع المجموعات العرقية التي تسكن الجزيرة هم من السكان المهاجرين الذين أتوا إلى لا ريونيون من أوروبا وآسيا وأفريقيا على مر القرون. ولا يوجد شعب أصلي في الجزيرة، حيث كانت الجزيرة مهجورة في الأصل. بين القرن السابع عشر والقرن التاسع عشر قام الإستعمار الفرنسي باستيراد الأفارقة والصينيين والهنود كعمال في الجزيرة. وأخذ العديد من الوافدين الهنود الأوائل أسماءًا مسيحية وقاموا بتعميد أطفالهم في الكنيسة الكاثوليكية من أصحاب الحصول على عمل في الإدارة الحكومية. وبإستثناء المسلمين الذين جاءوا إلى الجزيرة من ولاية غوجارات الهنديَّة، كان يتم تسجيل جميع الهنود بشكل روتيني ككاثوليك. ويبدو أن الكثير منهم قد تحول من الهندوسيَّة إلى الكاثوليكية خلال فترة هذه الحقبة، حيث تحول الكثير من الهنود التاميل إلى المسيحية.

### الوضع الحالي
المجتمع المسيحي القاطن في جزيرة لا ريونيون هو مجتمع متنوع عرقياً، وتشمل الجماعات العرقية الموجودة بين المسيحيين الأشخاص من أصول هندية وأفريقية وأوروبية ومالاجاشية وصينية والكريول. الديانة السائدة هي المسيحية، ولا سيَما مذهب الكنيسة الرومانية الكاثوليكية. تقدر منظمة الإستخبارات الدينية أن المسيحيين يمثلون 86.9% من مجمل السكان، ويليهم الهندوس مع حوالي 6.7% والمُسلمين مع حوالي 3.2% من السكان. ويتبع كاثوليك البلاد إدارياً ورعوياً أبرشيَّة سان دوني دي لا ريونيون والتي تأسست في عام 1712 كولاية رسوليَّة ولتصبح في عام 1850 في مقام أبرشيَّة. ويقع مقر الأبرشيَّة في كاتدرائية سان دوني في العاصمة سان دوني والتي بنيت في عام 1829.